# كارلو روسي (سائق سيارة سباق)
كارلو روسي (بالإيطالية: Carlo Rossi)‏ هو سائق سباق إيطالي، ولد في 28 أكتوبر 1955.

## روابط خارجية
- كارلو روسي على موقع DriverDB.com (الإنجليزية)